# The Arrogant Worms
The Arrogant Worms er et comedyband fra Ontario, Canada.
Bandet blev dannet i 1991 for at lave nogle mindre numre på radioen CFRC, som blev drevet af studerende på Queen's University, Kingston, Ontario. De startede med at optræde med både sketches og sange, men holdt sig sidenhen til sangene. Herefter begyndte de at optræde på CBC Radio One (en canadisk radiostation).
Siden da har bandet oplevet stigende popularitet. De har turneret i både USA, Storbritannien og Australien, optrådt for op mod 100.000 mennesker og har solgt over 150.000 albummer.
Mange forskellige genre er blevet parodieret af bandet, bl.a. rock, ballader, folkemusik, country, keltisk musik og børnesange.
Flere af deres sange omhandler aspekter i hverdagen fra Canada som f.eks. "Canada's Really Big", "Me Like Hockey", "We are the Beaver", "I Am Not American" og "Proud to Be Canadian".
Albummet Semi-Conducted fra 2003 er et livealbum, hvor Arrogant Worms optræder med deres sange sammen med symfoniorkestret Edmonton Symphony Orchestra.

## Fejlkrediterede sange
The Arrogant Worms bliver ofte fejlkrediterede for at have skrevet og/eller sunget en række sange.
- "The White House Burned (The War of 1812)" og "The Toronto Song" som begge er skrevet af Three Dead Trolls in a Baggie.
- Vito Petroccitto Jr's udgave af "The Assumption Song".
- "Cows With Guns" af Dana Lyons
- "Wayne Gretzky Rocks" af The Pursuit of Happiness.
- Captain Tractor's udgave af "The Last Saskatchewan Pirate", hvor der synges "Cause they know that Captain Tractor is waitin' in the bay" i stedet for den originale tekst af The Arrogant Worms, hvor der synges "Cause they know that Tractor Jack is hidin' in the bay...".

Misforståelserne har nogle gange fået fans til at bede dem om at spille disse sange til koncerter

## Diskografi

### Studiealbum[4]
- The Arrogant Worms (1992)
- Russell's Shorts (1994)
- C'est Cheese (1995)
- Christmas Turkey (1997)
- Dirt! (1999)
- Idiot Road (2001)
- Beige (2006)
- SPACE (2014)
- The First Farewell Album (2016)
- Fan Funded Songs 2017 (2017), Uafhængig udgivelse
- Fan Funded Songs 2018 (2018), Uafhængig udgivelse
- Fan Funded Songs 2019 (2019), Uafhængig udgivelse
- Fan Funded Songs 2020 (2020), Uafhængig udgivelse
- Fan Funded Songs 2021 (2021), Uafhængig udgivelse

### Livealbum
- Live Bait (1997)
- Semi-Conducted (live med Edmonton Symphony Orchestra) (2003)
- Toast! (2004)
- Torpid (2008)

### Opsamlingsalbum
- Gift Wrapped (2002)
- Hindsight 20/20 (2010)
- Completely Canadian Compilation (2015)[5]

### Videoer
- Three Worms and an Orchestra (DVD af Semi-Conducted optræden og andre originale musikvideoer) (2004)